# Velódromo Peñalolén
Le Velódromo Peñalolén ou vélodrome de Santiago est un vélodrome situé dans le parc Peñalolén à Santiago, au Chili. Il fut inauguré en mars 2014, à l'occasion des Jeux sud-américains.

## Histoire
Il est considéré comme l'un des meilleurs vélodromes d'Amérique du Sud en raison de sa modernité et du fait qu'il réponde à toutes les normes de l'UCI. 
Les épreuves de cyclisme sur piste des Jeux sud-américains s'y déroulent en mars 2014, ainsi que les championnats panaméricains de cyclisme sur piste du 1er au 6 septembre 2015.
Les 9 et 10 décembre 2017, il accueille une manche de l'édition 2017-2018 de la Coupe du monde de cyclisme sur piste.

## Galerie

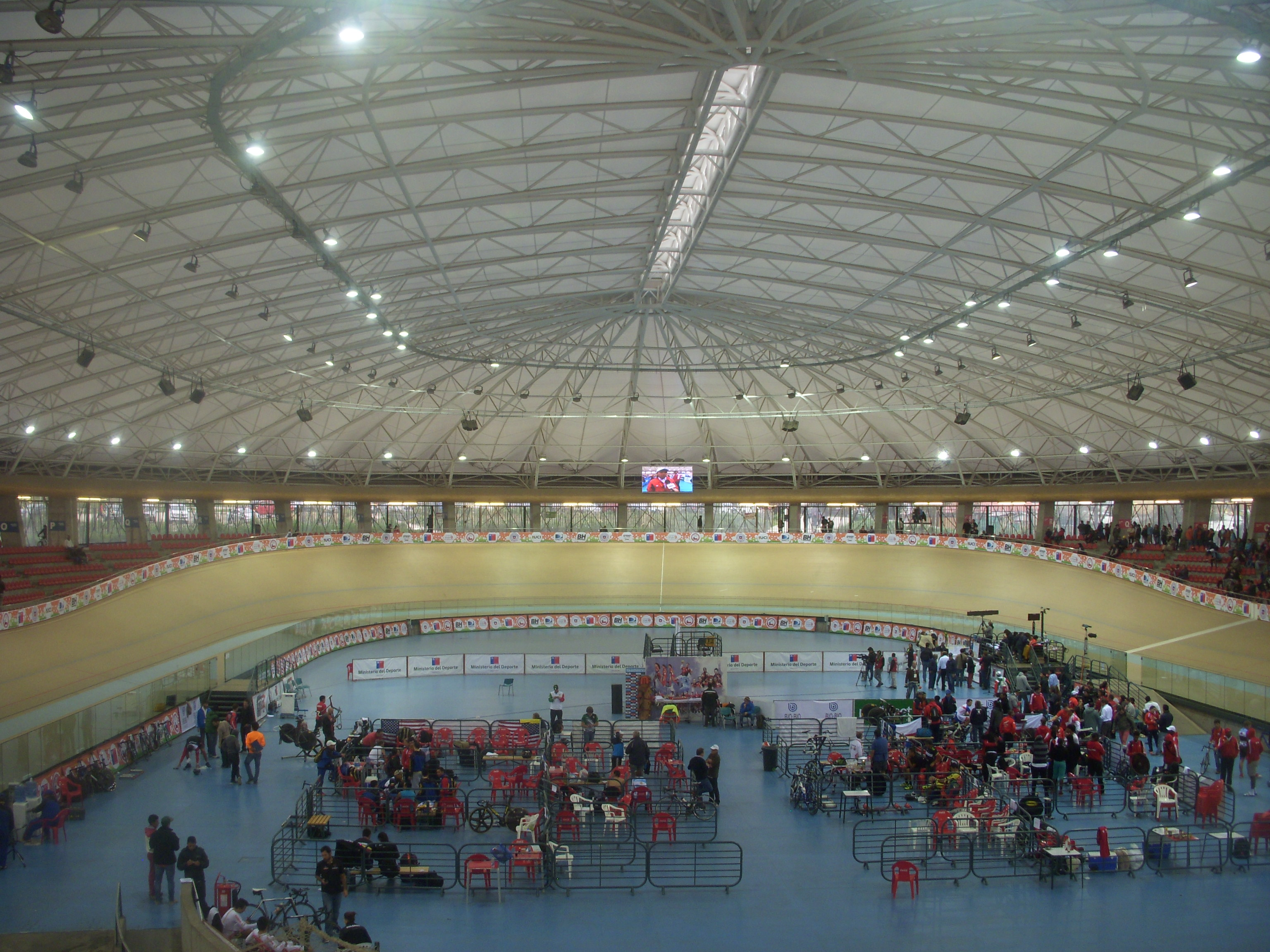
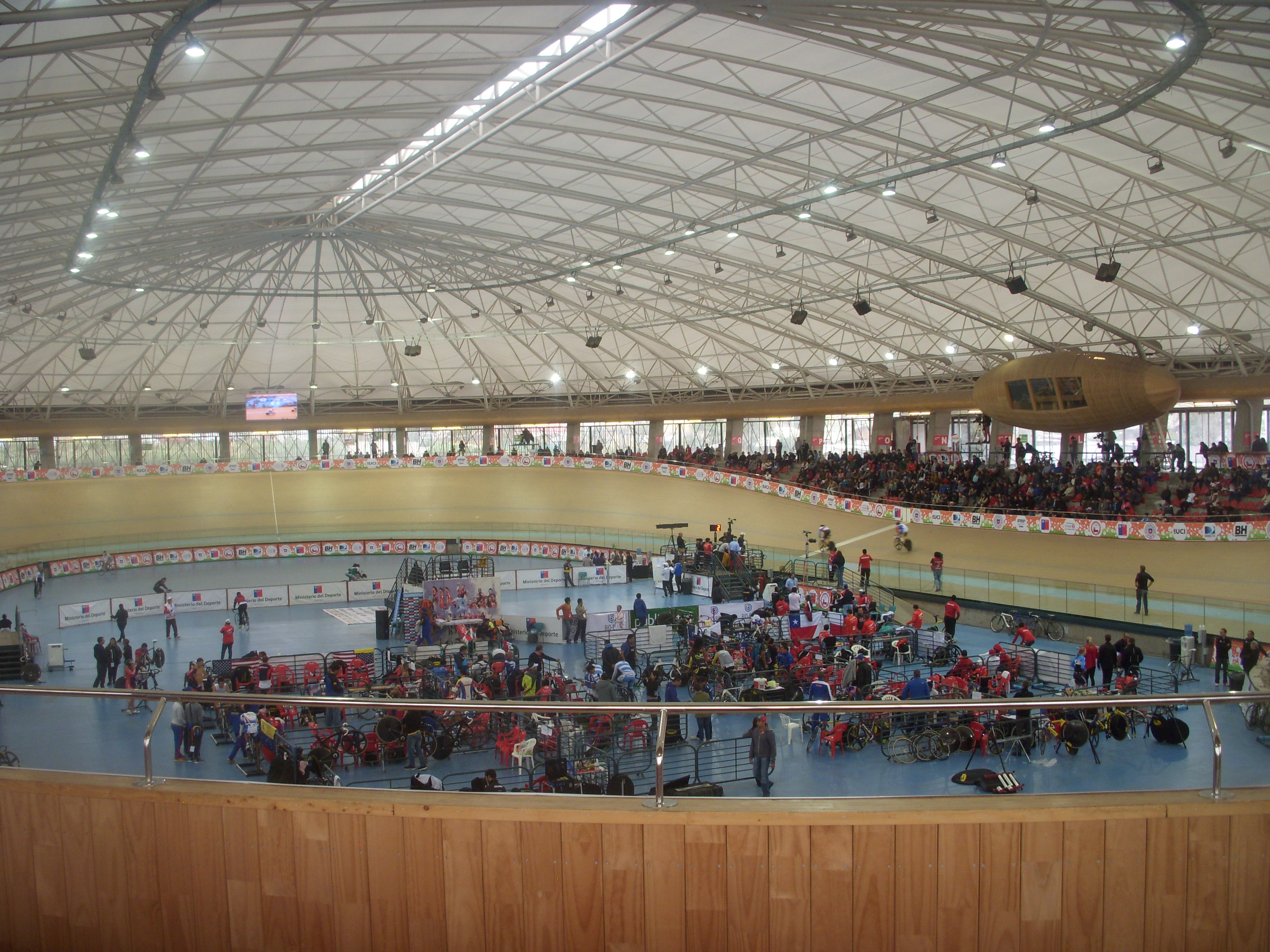